# Cottonwood (rivière)
Pour les articles homonymes, voir Cottonwood.
La rivière Cottonwood est un affluent de la rivière Minnesota. Cette rivière coule dans le sud-ouest du Minnesota aux États-Unis. Elle fait partie du bassin hydrographique du fleuve Mississippi, drainant une superficie de 3 400 km2 dans une vaste région agricole.

## Étymologie
Le nom du fleuve "cottonwood" est une traduction du nom Sioux "Waraju", désignant le peuplier de Virginie, un arbre qui pousse le long des rivières de la région des Prairies.
Autrefois cette rivière était connue sous le nom de "Big Cottonwood River".

## Géographie
Son cours mesure 245 km de long.
La rivière coule en contrebas du Coteau des Prairies, dans un vallon boisé dans le sud-est de l'État du Minnesota.
La rivière passe par le Comté de Cottonwood et le Parc d'État de Flandrau. Elle y rejoint la rivière Minnesota juste au sud-est de la petite cité de New Ulm. Un barrage fut construit sur la rivière pour créer un lac, mais par deux fois le barrage céda et fut emporté par des inondations.
La rivière Cottonwood a peu d'affluents en raison de la configuration géologique et physique du cours d'eau. Parmi ses affluents, on peut citer le "Sleepy Eye Creek" qui passe par Cobden et le Plum Creek qui passe par Walnut Grove